# Listen to Britain
Pour plus de détails, voir Fiche technique et Distribution.
Listen to Britain est un court-métrage documentaire britannique réalisé par Humphrey Jennings en collaboration avec Stewart McAllister, sorti en 1942. Produit pendant la deuxième Guerre mondiale, c'est un film de propagande produit par la Crown Film Unit (en), organisation du ministère de l'information britannique pour soutenir l'effort de guerre. Il a été nommé pour l'Oscar du meilleur film documentaire en 1943. Il est remarquable par sa construction non linéaire et son utilisation du son.

## Synopsis

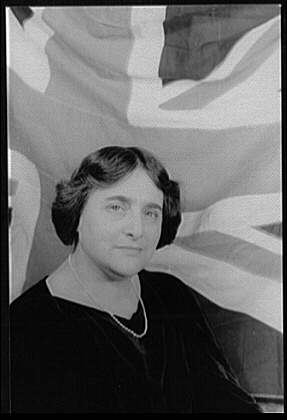
La pianiste Myra Hess qui apparaît dans le film.

Une description de la vie civile pendant la deuxième Guerre mondiale en Angleterre, montrant les tourments et privations subies par la population.

## Fiche technique
- Réalisation : Humphrey Jennings et Stewart McAllister
- Producteur : Ian Dalrymple
- Photographie : H.E. Fowle
- Production : Crown Film Unit
- Distributeur : Ministère de l'Information britannique
- Durée : 19 minutes
- Date de sortie : février 1942

## Distribution
- Leonard Brockington : le narrateur
- Chesney Allen
- Bud Flanagan
- Myra Hess : pianiste

## Commentaires
Listen to Britain peut être considéré comme poétique ou artistique, le film étant basé sur l'ambiguïté et le doute. Il est construit sur l'association et le contrepoint entre l'image et le son,.